# Donald Hamish Cameron
Sir Donald Hamish Cameron di Lochiel (Drymen, 12 settembre 1910 – Achnacarry, 26 maggio 2004) è stato un ufficiale scozzese.

## Biografia
Era il figlio di Donald Cameron, e di sua moglie, Lady Hermione Graham, figlia di James Graham, sesto duca di Montrose. Successe al padre come capo clan nel 1951. Studiò alla Harrow School e al Balliol College.

## Carriera
Allo scoppio della seconda guerra mondiale, nel 1939 entrò a far parte del Lovat Scout raggiungendo il grado di maggiore alla fine del 1940. Ha servito per tutta la seconda guerra mondiale ed è stato menzionato in diversi dispacci durante la Campagna Italiana. Ha combattuto al Battaglia di Cassino. Fu promosso a tenente colonnello nel 1945 e a colonnello nel 1957.
Dopo il servizio attivo, ha lavorato a Londra come contabile. La sua esperienza come dottore commercialista lo aiutò con la ristrutturazione dei beni di famiglia, che erano soggetti a notevoli diritti di successione dopo la morte di suo padre. La sua popolarità nelle Highland scozzesi lo portarono alla elezione di consigliere della contea di Inverness, che servì fino al 1971.
Era presidente della Scottish Widows (Life Assurance) (1964-1967) e vice-presidente della Royal Bank of Scotland (1969-1980). È stato anche un Crown Estates Commissioner (1957-1969) e presidente della Scottish Landowners Federation (1979-1985).
Era un Lord luogotenente dell'Inverness (1971-1985).

## Matrimonio
Sposò, il 21 luglio 1939, Margaret Doris Gathorne-Hardy (29 gennaio 1913-16 marzo 2006), figlia del tenente colonnello Nigel Gathorne-Hardy. Ebbero quattro figli:
- Margaret Anne Cameron (5 agosto 1942), sposò Timothy Nott-Bower, ebbero due figli;
- Caroline Marion Cameron (9 agosto 1943), sposò Blaise Hardman[6], ebbero cinque figli;
- Donald Angus Cameron (2 agosto 1946);
- John Alistair Nigel Cameron (24 giugno 1954)[7], sposò Julia Wurtzburg, ebbero tre figli.

## Ascendenza
|                                    |                                   |                                                   | Genitori                                      |  |  | Nonni |  |  | Bisnonni       |  |  | Trisnonni      |  |
|                                    |                                   |                                                   |                                               |  |  |       |  |  | Donald Cameron |  |  | Donald Cameron |  |
|                                    |                                   |                                                   |                                               |  |  |       |  |  | Donald Cameron |  |  | Donald Cameron |  |
|                                    |                                   | Anne Abercromby                                   |                                               |  |  |       |  |  | Donald Cameron |  |  |                |  |
| Donald Cameron                     |                                   |                                                   |                                               |  |  |       |  |  | Donald Cameron |  |  |                |  |
|                                    |                                   | Vere Catherine Louisa Hobart                      | George Hobart                                 |  |  |       |  |  |                |  |  |                |  |
|                                    |                                   | Vere Catherine Louisa Hobart                      | George Hobart                                 |  |  |       |  |  |                |  |  |                |  |
|                                    |                                   | Vere Catherine Louisa Hobart                      | Janet Maclean                                 |  |  |       |  |  |                |  |  |                |  |
| Donald Cameron                     |                                   | Vere Catherine Louisa Hobart                      |                                               |  |  |       |  |  |                |  |  |                |  |
|                                    |                                   | Walter Montagu Douglas Scott, V duca di Buccleuch | Charles Montagu-Scott, IV duca di Buccleuch   |  |  |       |  |  |                |  |  |                |  |
|                                    |                                   | Walter Montagu Douglas Scott, V duca di Buccleuch | Charles Montagu-Scott, IV duca di Buccleuch   |  |  |       |  |  |                |  |  |                |  |
|                                    |                                   | Walter Montagu Douglas Scott, V duca di Buccleuch | Harriet Townshend                             |  |  |       |  |  |                |  |  |                |  |
| Margaret Montagu Douglas Scott     |                                   | Walter Montagu Douglas Scott, V duca di Buccleuch |                                               |  |  |       |  |  |                |  |  |                |  |
|                                    |                                   | Charlotte Anne Thynne                             | Thomas Thynne, II marchese di Bath            |  |  |       |  |  |                |  |  |                |  |
|                                    |                                   | Charlotte Anne Thynne                             | Thomas Thynne, II marchese di Bath            |  |  |       |  |  |                |  |  |                |  |
|                                    |                                   | Charlotte Anne Thynne                             | Isabella Elizabeth Byng                       |  |  |       |  |  |                |  |  |                |  |
| Donald Hamish Cameron              |                                   | Charlotte Anne Thynne                             |                                               |  |  |       |  |  |                |  |  |                |  |
|                                    | James Graham, IV duca di Montrose | James Graham, III duca di Montrose                |                                               |  |  |       |  |  |                |  |  |                |  |
|                                    | James Graham, IV duca di Montrose | James Graham, III duca di Montrose                |                                               |  |  |       |  |  |                |  |  |                |  |
|                                    | James Graham, IV duca di Montrose | Caroline Montagu                                  |                                               |  |  |       |  |  |                |  |  |                |  |
| Douglas Graham, V duca di Montrose | James Graham, IV duca di Montrose |                                                   |                                               |  |  |       |  |  |                |  |  |                |  |
|                                    |                                   | Caroline Horsley-Beresford                        | John Horsley-Beresford, II barone Decies      |  |  |       |  |  |                |  |  |                |  |
|                                    |                                   | Caroline Horsley-Beresford                        | John Horsley-Beresford, II barone Decies      |  |  |       |  |  |                |  |  |                |  |
|                                    |                                   | Caroline Horsley-Beresford                        | Charlotte Horsley                             |  |  |       |  |  |                |  |  |                |  |
| Hermione Graham                    |                                   | Caroline Horsley-Beresford                        |                                               |  |  |       |  |  |                |  |  |                |  |
|                                    |                                   | Frederick Graham, III baronetto                   | James Graham, II baronetto                    |  |  |       |  |  |                |  |  |                |  |
|                                    |                                   | Frederick Graham, III baronetto                   | James Graham, II baronetto                    |  |  |       |  |  |                |  |  |                |  |
|                                    |                                   | Frederick Graham, III baronetto                   | Fanny Callender                               |  |  |       |  |  |                |  |  |                |  |
| Violet Graham                      |                                   | Frederick Graham, III baronetto                   |                                               |  |  |       |  |  |                |  |  |                |  |
|                                    |                                   | Jane Seymour                                      | Edward Adolphus Seymour, XII duca di Somerset |  |  |       |  |  |                |  |  |                |  |
|                                    |                                   | Jane Seymour                                      | Edward Adolphus Seymour, XII duca di Somerset |  |  |       |  |  |                |  |  |                |  |
|                                    |                                   | Jane Seymour                                      | Georgiana Sheridan                            |  |  |       |  |  |                |  |  |                |  |
|                                    |                                   | Jane Seymour                                      |                                               |  |  |       |  |  |                |  |  |                |  |